# Árcore
Árcore es una ciudad italiana, situada en la Provincia de Monza y Brianza (Lombardía).
Tiene 16.896 habitantes (censo de 2004).

## Celebridades
- Aquí residió Silvio Berlusconi.

## Evolución demográfica
| Gráfica de evolución demográfica de Árcore entre 1861 y 2011 |
|                                                              |
| Fuente ISTAT - elaboración gráfica de Wikipedia              |